# Ernst Münch
Ernst Münch (Ruchheim, 26 de novembre de 1876 – Lechbruck, 9 d'octubre de 1946) va ser un fisiòleg de plantes alemany que va proposar les hipòtesis de la pressió del flux el 1930.
Va estudiar a Aschaffenburg, i després a Múnic amb Robert Hartig. Va treballar en diversos camps, incloent-hi la patologia forestal, producció de resina, i fongs. És més conegut per la hipòtesi de flux de pressió floema. El 1929 va introduir la paraula "necrotrofia" (Nekrotrophie).